# Univers Marvel
L'univers Marvel és l'univers de ficció compartit en què ocorren la majoria de les històries dels còmics publicats per Marvel Comics. El terme sol utilitzar-se per a referir-se a la continuïtat principal de Marvel, també coneguda com a Terra 616; però a vegades s'usa també per a parlar del Multivers Marvel, format per totes les distintes continuïtats que apareixen dins de les publicacions de Marvel Comics amb l'excepció d'algunes llicències o de còmics d'autor.

## Història
A pesar que ja dècades abans, quan Marvel encara s'anomenava Timely, ja va haver-hi històries que barrejaven sèries distintes (concretament, les que van enfrontar Namor i la Torxa Humana original), no va ser fins a principis dels 60 quan es va arribar a una veritable continuïtat comuna, coincidint amb el canvi de nom de l'editorial.
El 1961, el guionista i editor Stan Lee, juntament amb un elenc de dibuixants com a Jack Kirby i Steve Ditko, va crear una sèrie de títols en què els esdeveniments ocorreguts en un d'ells acabaven repercutint en altres, de forma que el conjunt de les històries mostrava com els personatges es desenvolupaven. Els protagonistes d'un títol podien també fer aparicions mínimes o aparèixer com a convidats en altres sèries. Amb el temps, molts dels principals superherois es van agrupar per a formar els Venjadors. Un aspecte notable de l'univers Marvel és el fet de situar els seus principals títols a la ciutat de Nova York (ciutat on vivien la majoria dels autors i on es troba la pròpia Marvel); la majoria de les històries d'altres editorials se situaven a ciutats imaginàries. Es procurava retratar la ciutat i el món en general de forma tan realista com fóra possible, excepte per la presència d'éssers superhumans i l'efecte que provocaven en la resta de la gent.
Amb el temps, alguns guionistes van pressionar els editors de Marvel per a incorporar la idea de multivers, mecanisme que permetia tenir una multitud d'universos de ficció diferents que habitualment no interaccionaven. Així, el que ocorre a la Terra 616 (la que protagonitza l'univers Marvel principal) habitualment no afecta altres universos de Marvel. A pesar d'això, els habitants d'un d'eixos universos poden visitar de vegades els altres universos (que per a ells són universos alternatius).
El 1982 es va publicar la minisèrie "Contest of Champions", on els principals superherois de l'editorial van ser reunits per a enfrontar-se a una única amenaça, en el que va ser la primera minisèrie de Marvel. Cada número contenia biografies de molts personatges, i fou un precedent de l'Official Handbook of the Marvel Universe (una espècie d'enciclopèdia sobre l'univers Marvel), que va ser publicada poc després.
El 1986, en honor del 25 aniversari de Marvel Comics, el llavors editor cap Jim Shooter va anunciar la línia editorial del New Universe (Nou Univers). Els títols d'esta línia ocorrien en un univers de superherois autocontingut, la principal característica del qual era un major realisme; però a causa de la falta de suport editorial (segons Shooter mateix, el pressupost final va ser molt inferior al promès) i la falta d'interès per part dels lectors, la línia va ser cancel·lada després de 3 anys. Posteriorment alguns dels personatges d'aquest nou univers van aparèixer a la sèrie Quasar, escrita per Mark Gruenwald.
Al llarg dels anys, a mesura que el nombre de títols publicats s'incrementava i augmentava el nombre d'històries passades, se va anar fent més i més difícil mantindre la coherència interna i la continuïtat. En els últims anys s'han fet intents menors de fer històries més accessibles per a nous lectors, com la línia Heroes Reborn que narrava les aventures d'alguns dels principals herois de l'editorial, quan van ser temporalment exiliats en un univers de butxaca, van oblidar durant eixe temps el seu passat i van començar des de zero.
En este sentit, un intent més ambiciós és la línia Ultimate, que ocorre en un univers al marge de la continuïtat principal, i que en essència torna a començar tot l'univers Marvel des del principi, amb personatges molt semblants amb els mateixos noms. Així, la línia inclou títols propis per als Venjadors (canviant el seu nom per Ultimates), els X-Men, Spiderman, i Els 4 Fantàstics.
A diferència de DC Comics (el seu principal competidor), Marvel no va fer cap recomençament de la seua continuïtat durant el segle xx. A partir de 2013, l'escriptor Jonathan Hickman a la sèrie dels Venjadors va començar a destruir terres alternatives que xocaven amb altres mitjançant un procés que anomenava Incursions. Primer va destruir terres de creació nova, continuant amb les ja conegudes. El procés va acabar amb la destrucció de l'Univers Marvel xocant amb la terra Ultimate al principi de les Secret Wars, que ell mateix va escriure. Al final d'aquesta sèrie el líder dels 4 Fantàstics i de la Fundació Futur, Míster Fantàstic es quedava al marge de la realitat per reconstruir el Multivers gràcies als poders de l'Molecule Man (Home Molècula) i el seu fill Franklin Richards. Pantera Negra tornava al passat havent-se evitat les incursions. Però la Terra-616 i les altres terres conegudes ja no existien, les històries posteriors tindrien lloc a la Terra Primordial, on havia passat un temps. Algunes coses havien succeït de la mateixa manera que a la Terra-616, però altres havien canviat.

## Conceptes fonamentals
Com altres universos superheroics, el concepte bàsic de l'univers Marvel és un món fonamentalment igual al món real, excepte per l'existència de superherois i supermalvats. A més d'açò, s'inclouen bona part de les principals idees dels gèneres de la ciència-ficció i de la fantasia, i s'hi agrega encara més de forma contínua. En general, es procura que estes idees no es contradiguen entre si, i formen un teló de fons comú.

## Realisme
La Terra de l'univers Marvel té les mateixes característiques de la real: mateixos països, personalitats (polítics, actors, etc.), esdeveniments històrics (com la Segona Guerra Mundial o els atemptats de l'11 de setembre del 2001), etc. A més d'açò, s'agreguen altres fictícies, com:
- Països: Wakanda, Genosha, Latveria…
- Organitzacions: SHIELD, HYDRA…

A pesar que Marvel a penes ha permès als seus personatges envellir des de la dècada dels 70, el seu entorn ha sigut sempre sincronitzat amb el real al llarg dels anys; així, a pesar que els personatges principals van ser creats als anys 60, a penes han envellit una dècada en eixe temps, però el seu món inclou ordinadors i telèfons mòbils, per exemple. A diferència de DC, que gràcies a la manipulació del temps per part dels seus supermalvats ha reiniciat la seua continuïtat en diverses ocasions, Marvel assumix que les històries ocorren al llarg d'anys, en compte de dècades. Així, es consideren molt recents fets narrats anys abans dels actuals.
Quan les històries fan referència a esdeveniments històrics reals, és freqüent que aquestes referències s'ignoren o reescriguen per a ajustar-se a la sensibilitat actual. Per exemple, els orígens d'Iron Man i el Professor X van ser recentment alterats, i es va canviar la seua participació en guerres al sud-est asiàtic i la guerra de Corea per un conflicte bèl·lic a l'Afganistan. Tanmateix, açò no sempre ocorre, especialment quan els personatges estan molt lligats a una època concreta. El millor exemple n'és el Capità Amèrica, que sempre ha sigut un antic heroi de la 2a Guerra Mundial. Açò s'ha explicat per mitjà del sèrum del supersoldat que el va convertir en superheroi, que l'hauria mantingut jove, i amb vida durant les dècades que va romandre en animació suspesa. Un altre exemple n'és Punisher, veterà de la guerra del Vietnam.
Un dada curiosa és que Marvel Comics mateixa existix dins del seu univers de ficció, i hi han aparegut autors, començant per Stan Lee i Jack Kirby, en algunes de les històries. En els còmics, Marvel és una editorial que publica les aventures "reals" dels superherois, i els paga una llicència, però sense incloure detalls privats, com les seues identitats secretes.

## Univers
A l'univers Marvel hi ha nombroses races i imperis extraterrestres; a més de poderosos éssers de poders espectaculars.
Algunes de les races o planetes més notables són:
- Els Skrulls, que poden alterar el seu aspecte extern a qualsevol altre que trien.
- Els Kree, enemics mortals dels Skrull. Recentment els Kree han evolucionat milers d'anys en un segon, i ara s'anomenen els Ruul.
- Els Shi'Ar, una raça una mica més pacífica que les altres.
- Tità, la lluna de Saturn (d'existència real) alberga una oculta població d'Eternals originaris de la Terra. Un d'ells és el cèlebre Thanos.
- Zen-La, un planeta de filòsofs i pacifistes que es va salvar de l'atac de Galactus per mitjà del sacrifici de Norrin Radd que va ser transformat en el Silver Surfer.

Algunes poderoses criatures dignes d'esmentar són:
- Galactus, un sobrevivent de l'univers anterior al big-bang, va desenvolupar poders impressionants però necessita consumir l'energia de planetes sencers per a poder sobreviure.
- Eternity (Eternitat), una entitat sentint que representa tot el multivers.
- El Living Tribunal (Tribunal Vivent), resol els conflictes entre les entitats còsmiques. Representa una entitat que està per damunt de tot, i inclús Eternitat ha d'obeir els seus veredictes.
- Watchers (els Vigilants), disposen d'un nivell de poder pròxim al de Galactus, però només poden utilitzar-los per a observar i estudiar l'univers, sense prendre mai acció directa en els seus esdeveniments. Uatu, instal·lat en una ciutadella en l'àrea blava de la Lluna, és a penes un d'una raça d'altres com ell, però generalment ell és l'únic que apareix com a personatge en les històries.
- Els Celestials, al contrari, recorren l'univers utilitzant els planetes i als seus habitants com a objectes d'estudi i experimentació. Són els responsables de la transformació dels pròcers en l'Homo Sapiens.

## Superherois,Supermalvats i Personatges de L'univers Marvel
En este món hi ha una llarga tradició de combatre (o augmentar) el mal com a superheroi (o supermalvat), i hi ha personatges d'aquest tipus en l'Edat Mitjana (com el Black Knight (Cavaller Negre) o a l'antic oest americà, on hi havia herois com el Phantom Rider (Genet Fantasma), originalment anomenat Ghost Rider. Aquest costum aconsegueix el seu zenit en el segle xx, primer en els anys 40 amb el Capità Amèrica, i sobretot a partir de l'aparició dels 4 Fantàstics en temps moderns.
Els principals personatges van ser creats entre 1961 i 1963, durant l'Edat de Plata dels Còmics: Spiderman, Iron Man, el Doctor Strange, Daredevil, Thor, Hulk, els 4 Fantàstics, Nick Fúria, els X-Men originals... A excepció del Capità Amèrica o Namor, cap personatge dels anys 40 ha aconseguit notorietat en les històries modernes, a diferència del que ha ocorregut en DC. Grups com els Venjadors o els X-Men tenen una gran importància, a pesar que els seus components han canviat contínuament per a incloure personatges menors.